# Condado de Palo Pinto
O Condado de Palo Pinto é um dos 254 condados do estado norte-americano do Texas. A sede do condado é Palo Pinto, e sua maior cidade é Mineral Wells.
O condado possui uma área de 2 552 km² (dos quais 84 km² estão cobertos por água), uma população de 27 026 habitantes, e uma densidade populacional de 11 hab/km² (segundo o censo nacional de 2000).
O condado foi criado em 1856.